# Brooklyn FC
Der Brooklyn Football Club war ein irischer Fußballverein aus Dublin.

## Geschichte
Über die Gründung und Auflösung des Vereins ist nichts bekannt. Der Verein wurde im Jahre 1923 in die erstklassige League of Ireland aufgenommen. In der Saison 1923/24 und 1924/25 wurde die Mannschaft jeweils Achter von zehn Mannschaften. Am Saisonende wurde der Club nicht wieder in die Liga gewählt und musste seinen Platz zu Gunsten des Lokalrivalen Brideville FC räumen.
Der Verein nahm zweimal an irischen Pokalwettbewerb teil. In der Saison 1923/24 scheiterte die Mannschaft bereits in der ersten Runde mit 1:2 gegen die Bray Unknowns. Ein Jahr später setzte sich das Team zunächst mit 6:2 beim Jacobs FC durch, bevor das Aus im Viertelfinale nach einer 0:4-Niederlage gegen den Shelbourne FC folgte.